# 皮癬菌
皮癣菌（英語：Dermatophytes）是一组对角蛋白有特异亲和性并能将角蛋白水解作为自己养分的病原性皮肤真菌 。它们能够感染角化上皮包括皮肤表皮、毛发与指甲而导致皮癣菌病。皮癣菌全部属于分节癣菌科，但不是所有分节癣菌科的菌种导都能致皮癣菌病。
尽管文化不同，癣这个名称在世界范围内却有类似的定义。早在旧约《圣经》的《利未记13章》中就有关于各种癣（Tetter）的描述， 在希腊-拉丁语地区，古罗马时期的盖伦（129年－200年）将任何寄生虫导致的圆形或环形的皮肤损害都叫癣（Tinea）。  类似地，在斯拉夫语  和汉语地区，任何地衣样、圆形的皮肤损害叫做癣。在公元前4世纪中国战国时代成书的《山海经》 和隋朝的《诸病源候论》中，都有有确切的关于癣及其治疗的描述。现代医学的癣则特指由皮癣菌引起的圆形、环形或不规则型斑片状皮损。因此，有些真菌虽然能引起皮癣样损害，甚至也使用癣作为病名，如掌黑癣（Tinea nigra）、汗斑（Tinea versicolor），但它们不是皮癣菌病，因为它们的致病菌没有特异性角蛋白亲和性。其他还有牛皮癣（Psorasis）、疥癣（Scrabies），都不是皮癣菌引起的，在国际疾病分类ICD-10中他们分属不同的类别。

## 历史
许兰毛癣菌（Trichophyton schoenleinii）是第一个被确立的皮癣菌。在19世纪早中叶，该真菌导致肆虐欧洲与北美的头癣（Favus，蜂窝癣），其发现于要归功于三位科学家：罗伯特·雷马克、约翰·卢卡斯·舍恩来因、大卫·格鲁比。1890年左右，雷蒙·萨布罗对当时鉴定的皮肤真菌进行了形态学分类，将这些真菌分为四个属，其中的三个属今天仍为真菌学家使用。埃蒙斯（Chester W. Emmons）于1934年对萨布罗分类进行修改，他们的分类一直沿用到最近。 根据形态学、角蛋白亲和性有无与多位点序列分型（Multilocus sequence typing, MLST）分析，目前已经鉴定的皮肤癣菌种类分属九个属50多个种，其中包括三种经典的毛癣菌、小孢癣菌与表皮癣菌。 这些病原性真菌主要感染角化上皮引起皮癣菌病，但在某些免疫力受损的个体，也可引起肉芽肿性皮癣菌病，甚至皮癣菌败血症或播散性皮癣菌病。

## 分类

### 雷蒙·萨布罗分类
根据真菌侵袭毛发的方式将皮癣菌分为四型：
- 发内型（endothrix）
- 发外型（exothrix）
- 新发内型（neoendothrix）
- 小孢子型。

### 按宿主分类
- 嗜人型
- 嗜动物型
- 嗜地型

### de Hoog（2016）建议分类
采用多位点序列分型（Multilocus sequence typing, MLST）分析，目前已经鉴定的皮癣菌分别归于分节皮癣菌科的九个属 。
- 分节癣菌属 Arthroderma (21)
- 毛癣菌属 Trichophyton (16)
- 表皮癣菌属 Epidermophyton (1)
- 南尼兹癣菌属Nannizzia（13）[9]
- 鸡冠癣菌属Lophophyton (1)
- 小孢癣菌属 Microsporum (3)
- 梳形癣菌属Ctenomyces (1)
- 瓜罗癣菌属Guarromyces (1)
- 副癣菌属Paraphyton (3)